# タバナントレニャナ山
タバナントレニャナ山（Thabana Ntlenyana,タバナ・ントレニャナ、タバナ・ヌトレニャナとも）は、レソトの山。標高3482mで、レソトのみならず南部アフリカの最高峰である。レソト西部に位置し、モコトロング県に属する。ドラケンスバーグ山脈中にある山である。タバナントレニャナとは、ソト語で「美しく小さな山」を意味する。